# Jana gana mana
Jana gana mana (»Duh narodnih masa«) državna je himna Indije. Izvorno ju je komponirao Rabindranath Tagore na bengalskom jeziku 11. prosinca 1911. godine, s naslovom Bharoto Bhagyo Bidhata. Prva strofa pjesme prihvaćena je kao državna himna Indije na Sastavničkoj skupštini Indije 24. siječnja 1950. godine.
Formalna izvedba himne duga je oko 52 sekunde. Kraća, nešto neučestalija izvedba sastoji se od prvog i zadnjeg stiha i traje 20 sekundi. Skladba je prvi puta izvedena 27. prosinca 1911. godine na sjednici Indijskog nacionalnog kongresa u Kolkati.